# みのおキューズモール
みのおキューズモール（英語: Minoh Q's MALL）は、大阪府箕面市にある複合型ショッピングセンターである。

## 概要
箕面市中南部、国道171号（西国街道）と国道423号（新御堂筋）の交点北側に位置し、北大阪急行電鉄南北線箕面萱野駅に直結する。
千里川と新御堂筋によってEAST・CENTER・WESTの3ゾーンに分かれ、箕面萱野駅の開業後はCENTERの南にSTATIONが追加された。EASTはアパレル中心、CENTERはイオンスタイル箕面（以前はカルフール箕面→イオン箕面店だった）を核テナントとし、STATIONは飲食店中心、WESTに109シネマズ（映画館）やコ・ス・パ（フィットネスクラブ）が入居する。
これらの施設は2階にあるペデストリアンデッキ（専用通路）で結ばれ、EAST - CENTER間の千里川を渡る箇所は「かやのさくら橋」、CENTER - WEST間の新御堂筋を跨ぐ箇所は「かやのさんぺい橋」という橋になっている。このペデストリアンデッキは市道として建設されており、設計施工は鹿島建設である。「かやのさくら橋」は1階も通行できる二層構造となっており、下層（1階）の西詰に箕面市立かやの広場とせせらぎ公園が設けられている。
東急不動産が、2002年（平成14年）に30年間の普通借地に開発型不動産証券化手法で省資金型の商業施設開発事業として受注したものであり、東急不動産の連結子会社の特別目的会社（SPC）「箕面エス・シー有限会社」が借地権及び建物を信託財産とする不動産を所有し、東急不動産が賃借し、運営している。
2013年10月9日をもって、施設名を「箕面マーケットパーク ヴィソラ」から「みのおキューズモール」に変更。「COCOE（現・あまがさきキューズモール）」、「あべのキューズモール」と共に「キューズモール」ブランドに統一された。
2020年にリニューアルされた。
2024年3月23日に箕面萱野駅の開業に合わせてSTATION棟が開業。施設誕生から20年を経て駅直結となった。

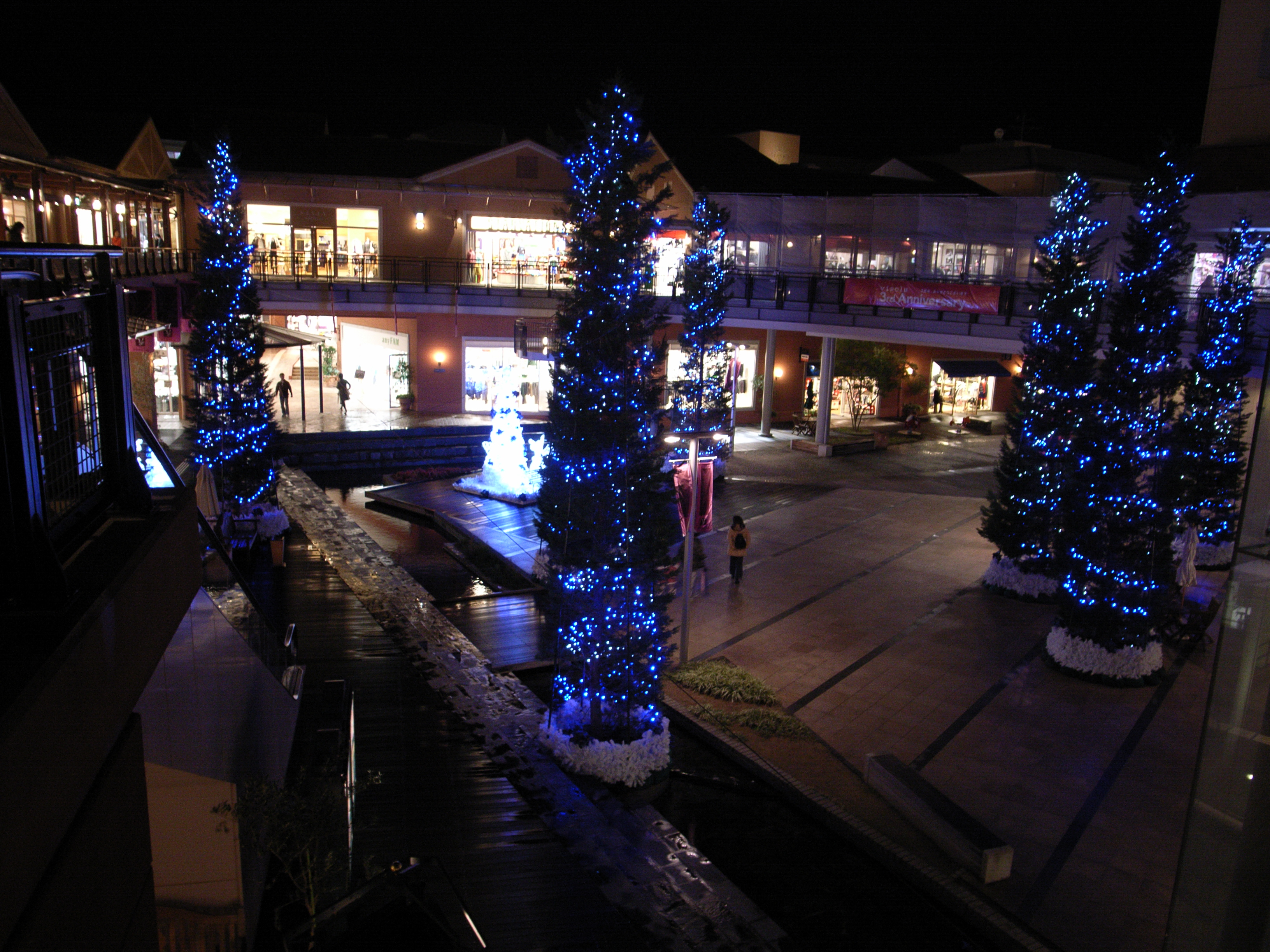
ライトアップ
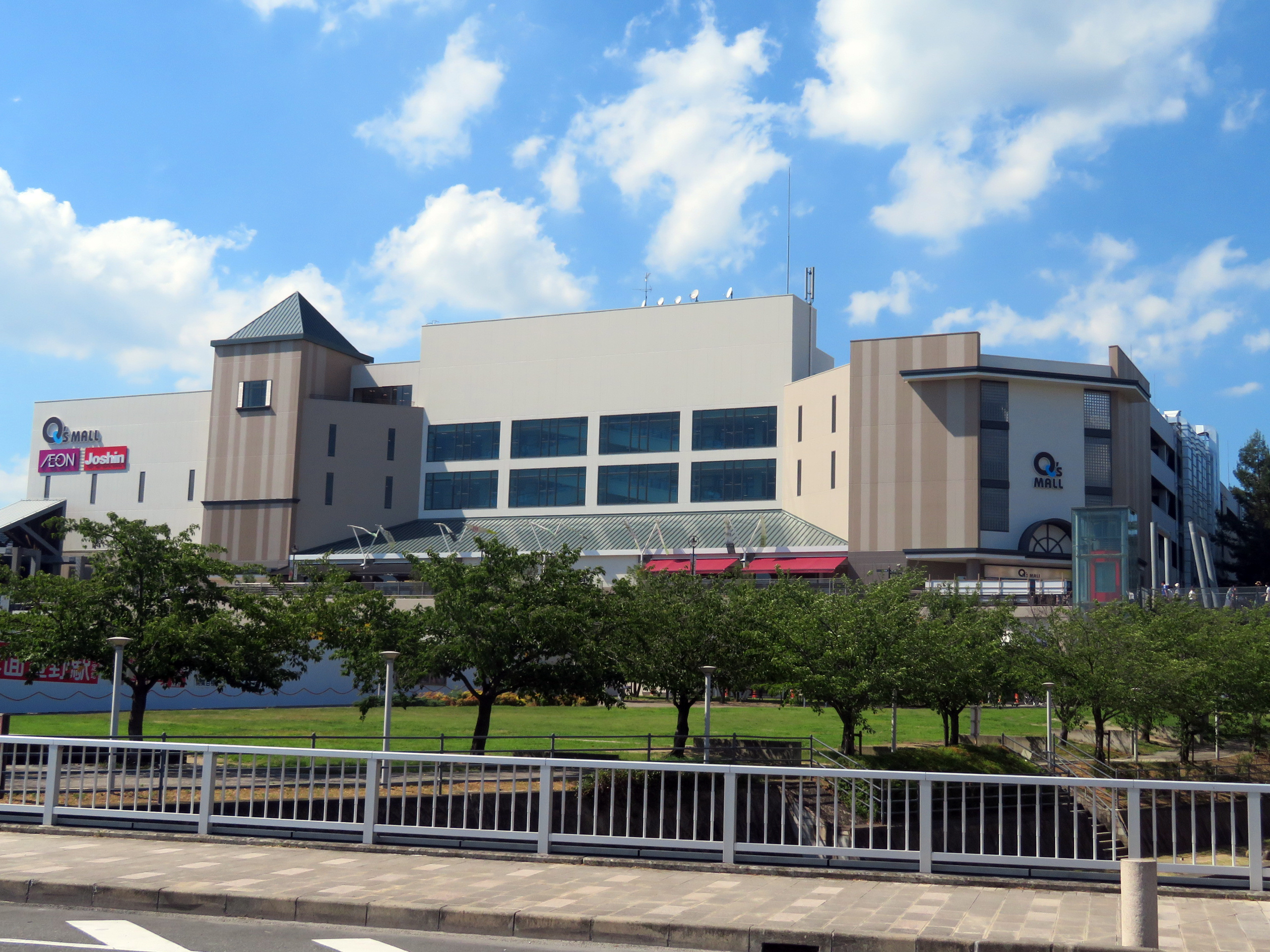
イオンスタイル箕面
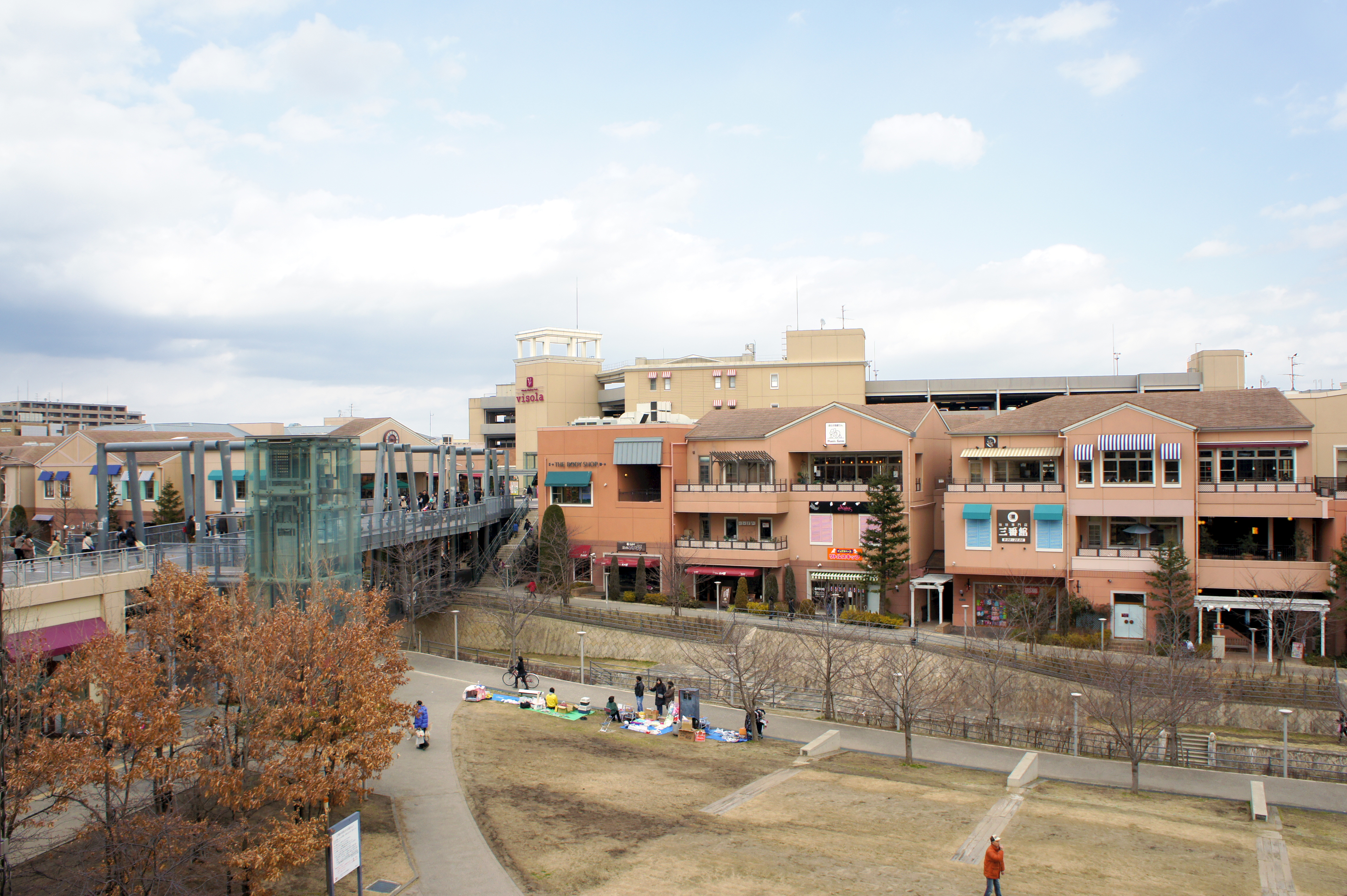
ヴィソラ時代
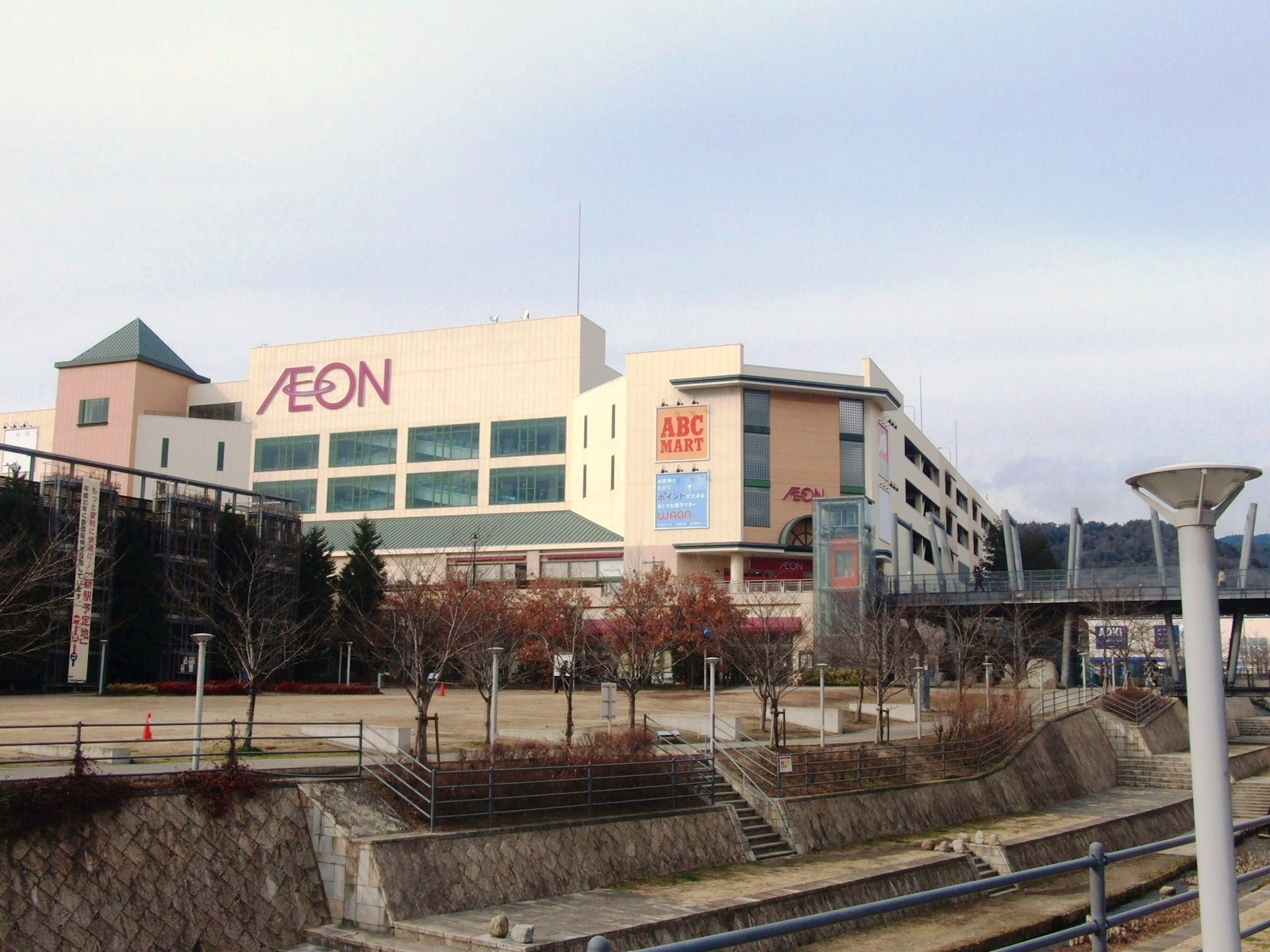
イオン箕面店時代(CENTER AREA)
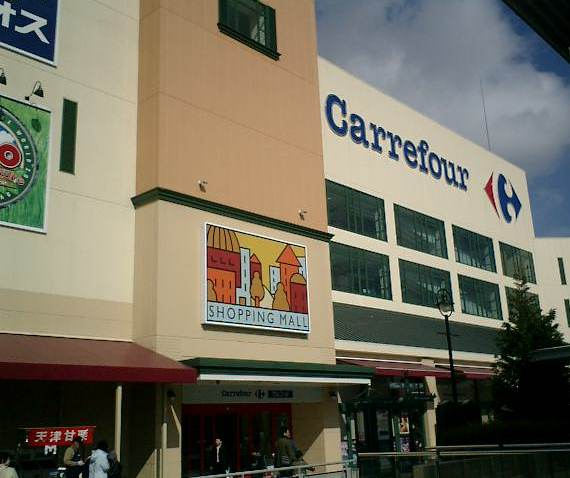
カルフール箕面時代

### 名称の由来
旧名称のヴィソラ（Visola）の語源は、以下の各国語の合成語である。
- フランス語の「Vie」（活気のある元気な街）
- 英語の「Vivid」（いきいきと輝く暮らし）
- 同じく「View」（心身ともに気持ちのよい環境作りの提供）
- 日本語の「空」（上空を見上げるすばらしい空）
- 英語の「Solar」（温かい自然のままの太陽の光）

## 主な専門店
- ユニクロ
- GU
- Right-on
- ABC-MART
- タリーズコーヒー
- カルディコーヒーファーム
- Joshin（家電量販店）
- mont-bell
- セカンドアウトドア
- 無印良品
- 手芸センターGRANDドリーム
- くまざわ書店
- 文具コンパス
- 西松屋
- SOYU GAME FIELD
- ダイソー
- メガネの愛眼
- JINS
- ソフトバンクショップ
- スターバックス
- ドコモショップ
- auショップ
- 楽天モバイル
- 三井住友銀行

## アクセス

### 鉄道
- 箕面萱野駅（北大阪急行電鉄南北線）北改札口直結

### バス

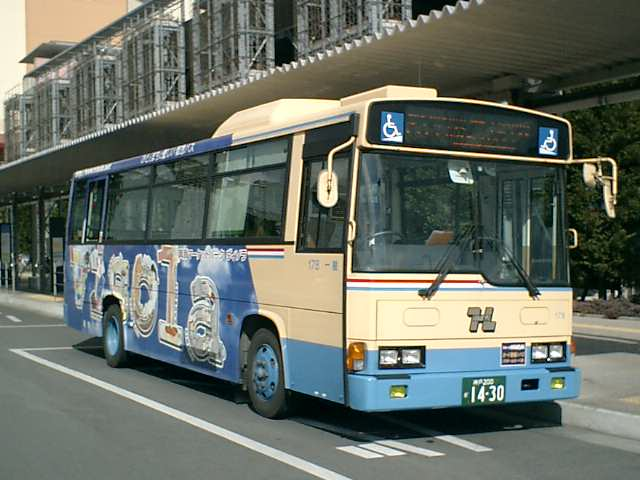
送迎シャトルバス

- かつては阪急バスによる千里中央駅からかやの中央バス停までの直通有料シャトルバス（往復220円。往路下車の際に復路専用の乗車引換券を配布していた。なお一般路線バスの利用はできない。但し帰路のみの利用の場合は別途220円の運賃が必要。）が運行されていた。阪急電鉄北千里駅発着のシャトルバスは2008年9月30日をもって運行終了し、千里中央駅発着のシャトルバスは2022年9月30日をもって運行終了した｡
- 直通シャトルバスの運行終了後、箕面萱野駅が開業するまでは「萱野小学校前」あるいは「西宿」や「かやの中央」バス停（路線による）に乗り入れる阪急バスの一般路線バス及び箕面コミュニティバス「オレンジゆずるバス」を利用するしかなかった。これらは路線ごとに千里中央駅のほか阪急電鉄箕面駅・石橋阪大前駅・茨木市駅、西日本旅客鉄道（JR西日本）茨木駅などへとそれぞれつないでいる。